# Васил Демиревски
Васил Сотиров Демиревски (Желю) е деец на БРП (к). Участник в комунистическото съпротивително движение по време на Втората световна война. Командир на Дупнишкия партизански отряд „Коста Петров“. Впоследствие участва във войната срещу Германия.

## Биография
Васил Демиревски е роден на 26 ноември 1914 г. в гр. Дупница. Произхожда от занаятчийско семейство. Член на БКП от 1937. В периода 1938 – 1941 г. е секретар на окръжния комитет на БРП (к) в Дупница. През 1940 г. организира голямата стачка на тютюноработниците от града.
Участва в комунистическото съпротивително движение по време на Втората световна война. През 1941 г. създава и ръководи Дупнишкия пратизански отряд. От началото на август 1944 година е командир на обединения Рило-пирински партизански отряд. Ръководи Жабокрекската акция, при която са разбити и пленени ловно-охранителна и ловна рота, и са разстреляни германски войници, възстановяващи се в санаториум предоставен на Вермахта.
След Деветосептемврийския преврат е назначен за командир на 3-ти гвардейски пехотен полк. Участва във войната срещу Германия. Получава военно звание полковник с министерска заповед № 116. Полкът се бие в сражението при град Буяновац в Поморавието.
Васил Демиревски загива на 30 октомври 1944 г. при атаката на кота 711, Ястребац.